# Aileen Morrison
Aileen Morrison (Derry, 15 de junho de 1982) é uma triatleta profissional irlandesa.

## Carreira
Aileen Morrison competidora do ITU World Triathlon Series, disputou os Jogos de Londres 2012, ficando em 43º.